# Archyfasmales
Archyfasmales, fosilni biljni red, dio razreda Vendophyceae. Opisan je 2003. Pripadnost diviziji još nije ustanovljena.
Sastoji se od tri vrste unutar dva roda

## Opis
Najraniji tip diferencijacije tkiva u ugljičnom talusu otkriven je u jedinstveno očuvanom materijalu iz vendskog perioda sa područja Bijelog mora (Rusija). Novi rod, Archyfasma gen. nov., sa svojom tipskom vrstom A. dimera sp. nov. su opisani. Talus ove vrste sastoji se od dvije vrste tkiva; korteks s malim parenhimskim stanicama i velikim bradavičastim strukturama na površini korteksa i uzdužnom fibroznom medulom. Takva složena anatomija nalikuje modernim naprednim crvenim i smeđim algama i omogućuje označavanje novog reda, Archyfasmales ordo nov. Dobiveni podaci evidentno dokazuju postojanje višestaničnosti tkiva u vendu koju je autor ranije pretpostavio za vendotaenske alge.

## Rodovi
1. Archyfasma M.B.Gnilovskaja	2
2. Gandvikia M.V.Leonov	1